# Самній

Італія у 400 році до н. е.

Са́мній, Са́мніум (лат. Samnium, грец. Σαυνιτῶν, оск. Safinim) — стародавня область центральної Італії населена самнітами — групою італьських племен.
Область розташована між Апулією, Кампанією, Лацієм, Піценом та областями марсів.
Найбільші міста: Ізернія, Бовіан і Беневенто.
Через гірську місцевість і брак орних земель основою економіки Самнія було скотарство.
На території Самнію проходили бої під час самнітських воєн і потім союзницької війни. Під час громадянської війни 83-82 р до н. е. самніти виступили на стороні Гая Марія проти Сулли. Після перемоги, Сулла жорстоко розправився з багатьма самнітами — воїнами, а землю відібрану у самнітів роздав своїм ветеранам.